# Current Vascular Pharmacology
Current Vascular Pharmacology, abgekürzt Curr. Vasc. Pharmacol., ist eine wissenschaftliche Fachzeitschrift, die vom Bentham-Science-Verlag veröffentlicht wird. Die Zeitschrift erscheint mit vier Ausgaben im Jahr. Es werden Arbeiten veröffentlicht, die sich mit der Pharmakologie von Gefäßerkrankungen beschäftigen.
Der Impact Factor lag im Jahr 2014 bei 2,966. Nach der Statistik des ISI Web of Knowledge wird das Journal mit diesem Impact Factor in der Kategorie Pharmakologie und Pharmazie an 84. Stelle von 254 Zeitschriften und in der Kategorie periphere Gefäßerkrankung an 23. Stelle von 60 Zeitschriften geführt.